# Serie A 1990 (baseball)
La Serie A 1990 del Campionato italiano di baseball ha visto la partecipazione di sedici squadre divise in due gironi, la Lega Nord e la Lega Sud. All’interno di ogni lega ciascuna squadra ha giocato 42 partite (3 incontri settimanali, con un'andata e un ritorno), alle quali se ne sono aggiunte 24 nella Fase di Intergirone (3 contro ogni formazione dell’altra lega). Le squadre vincenti delle due leghe hanno avuto accesso alla finale scudetto al meglio delle 7 partite.
Le ultime tre squadre di ciascuna lega sono state retrocesse in Serie A2, che dal 1991 divenne il nuovo campionato di seconda serie.
Lo scudetto è andato alla SCAC Nettuno, che si è aggiudicata la finale con la Ronson Lenoir Rimini in sette partite (4-3).
AMS Bollate, Black Panthers Ronchi dei Legionari, Flower Gloves Verona, Rete 37 Firenze, Tecnoluce Caserta e Ottaviani Macerata sono retrocesse nella nuova Serie A2.

## Classifiche finali

### Stagione regolare

#### Lega Nord
| Classifica                          | PCT  |
| ----------------------------------- | ---- |
| Ronson Lenoir Rimini                | .864 |
| Mediolanum Milano                   | .769 |
| World Vision Parma                  | .738 |
| Tosi Farmaceutici Novara            | .500 |
| Nova Vit Torino                     | .391 |
| AMS Bollate                         | .288 |
| Black Panthers Ronchi dei Legionari | .262 |
| Flower Gloves Verona                | .152 |

#### Lega Sud
| Classifica              | PCT  |
| ----------------------- | ---- |
| SCAC Nettuno            | .818 |
| Mamoli Grosseto         | .803 |
| Poliedil Bologna        | .515 |
| Bassetti Roma           | .508 |
| Caravantours San Marino | .485 |
| Rete 37 Firenze         | .385 |
| Tecnoluce Caserta       | .262 |
| Ottaviani Macerata      | .258 |

### Finali scudetto
| Classifica           | PG | PV | PP |
| -------------------- | -- | -- | -- |
| SCAC Nettuno         | 7  | 4  | 3  |
| Ronson Lenoir Rimini | 7  | 3  | 4  |

## Risultati dei play-off
|  | Finale               |   |   |   |    |   |    |   |
|  |                      |   |   |   |    |   |    |   |
|  | SCAC Nettuno         | 1 | 5 | 6 | 13 | 1 | 7  | 3 |
|  | SCAC Nettuno         | 1 | 5 | 6 | 13 | 1 | 7  | 3 |
|  | Ronson Lenoir Rimini | 2 | 3 | 3 | 1  | 4 | 10 | 2 |
|  | Ronson Lenoir Rimini | 2 | 3 | 3 | 1  | 4 | 10 | 2 |